# غروستراكتور
Grosstraktor أو غروسدايبدو (بالألمانية: "جرار كبير") هو الاسم الذي أطلق على ستة دبابات متوسطة نموذجية تم بناؤها (اثنان لكل منهما) من قبل راينميتال -Borsig (غروسدايبدو2) وكروب دايملر (غروسدايبدو 2) لجمهورية فايمار، في انتهاك للمعاهدة فرساي.
تم بناؤها في السر، تم اختبارها من قبل وحدات الرايخويهر في مدرسة دبابات كاما في الاتحاد السوفيتي. تم استخدامها للتدريب وتقاعدوا كمعالم أثرية بعد وصول الحزب النازي إلى السلطة. 

## روابط خارجية
- http://www.achtungpanzer.com/leichte-traktor-grosstraktor-i-ii-iii-neubaufahrzeug-pzkpfw-v-vi.htm نسخة محفوظة 16 يوليو 2016 على موقع واي باك مشين.